# Tectaria organensis
Tectaria organensis är en ormbunkeart som beskrevs av Carl Frederik Albert Christensen. Tectaria organensis ingår i släktet Tectaria och familjen Tectariaceae. Inga underarter finns listade.